# Peter Huba
Peter Huba (* 17. Februar 1986 in Topoľčany, Tschechoslowakei) ist ein slowakischer Eishockeyspieler, der zuletzt beim HC Topoľčany in der slowakischen 1. Liga unter Vertrag stand.     

## Karriere
Peter Huba begann seine Karriere als Eishockeyspieler in seiner Heimatstadt in der Nachwuchsabteilung des HC Topoľčany, für dessen Profimannschaft er von 2003 bis 2006 in der 1. Liga, der zweiten slowakischen Spielklasse, aktiv war. Anschließend wechselte der Verteidiger zum Spitzenklub HC Slovan Bratislava aus der Extraliga, mit dem er in der Saison 2007/08 erstmals den slowakischen Meistertitel gewann. Parallel zum Spielbetrieb mit Slovan Bratislava, stand er in seinen drei Jahren bei den Hauptstädtern als Leihspieler zudem für den Zweitligisten HK Ružinov 99 Bratislava und den Extraliga-Konkurrenten HKm Zvolen auf dem Eis. 
Nachdem er auch die Saison 2009/10 beim HC Slovan Bratislava begonnen hatte, wechselte er bereits im Oktober 2009 fest zum HKm Zvolen. Im weiteren Saisonverlauf kam er zudem als Leihspieler für den HC 07 Detva in der 1. Liga zum Einsatz. Im Januar 2010 unterschrieb Huba einen Vertrag beim HC Košice, mit dem er am Saisonende ebenfalls Slowakischer Meister wurde. Diesen Erfolg konnte der ehemalige Junioren-Nationalspieler in der Saison 2010/11 mit seiner Mannschaft wiederholen. 
Während der Saison 2011/12 wurde Huba zunächst an den HC 46 Bardejov und später an den HC 05 Banská Bystrica ausgeliehen. Anschließend kehrte er zu seinem Heimatverein – HC Topoľčany – zurück und lief für diesen in der zweiten Spielklasse auf, ehe er im Dezember 2012 in die MOL Liga zu den Dunaújvárosi Acélbikák wechselte. Mit seinem neuen Verein wurde er 2013 und 2014 Ungarischer Meister.
Anschließend spielte er ein Jahr für den HC Nové Zámky, vier Jahre für Újpesti TE in der MOL Liga , später Erste Liga, und zuletzt in der Saison 2019/20 erneut bei seinem Heimatverein, dem HC Topoľčany.

### International
Für die Slowakei nahm Huba an der U18-Junioren-Weltmeisterschaft 2004 teil. Im Turnierverlauf kam er in sechs Spielen zum Einsatz.

## Erfolge und Auszeichnungen
- 2008 Slowakischer Meister mit dem HC Slovan Bratislava
- 2010 Slowakischer Meister mit dem HC Košice
- 2011 Slowakischer Meister mit dem HC Košice
- 2013 Ungarischer Meister mit Dunaújvárosi Acélbikák
- 2014 Ungarischer Meister mit Dunaújvárosi Acélbikák

## Extraliga (SVK)-Statistik
(Stand: Ende der Saison 2010/11)